# 側にいて
「側にいて」（そばにいて）は、阿部真央の7枚目のシングル。2011年11月16日にポニーキャニオンから発売された。

## 概要
表題曲「側にいて」はラブバラードで、阿部が高校3年の時に書いた曲。2010年末に行われた「阿部真央らいぶNo.2」で未発表曲として披露され、翌年の「阿部真央らいぶ夏の陣」でも披露された。ライブではピアノのみのアレンジで披露されたが、シングルではストリングスを基調としたアレンジで収録された。4枚目のアルバム『戦いは終わらない』には、ライブで披露したピアノのみのアレンジで収録されている。元々は前のアルバム『素。』に収録される予定だったが、「光」が収録された事によりアルバム全体の雰囲気が重くなるという理由で除外された。
カップリングには書き下ろしの新曲「YURALI forever」を収録。自身のブログで、シングルリリースの約1ヶ月前にレコーディングが行われたと述べている。編曲者名の「ユニのゾンの無しのぞん'ず」とは、楽曲のレコーディングを行ったバンドの名前である。
前作に引き続き、ライブ音源が収録されている。今回は8月に行われた「阿部真央らいぶ夏の陣」東京公演の音源を7曲収録。
2021年1月20日に発売されたカバーアルバム『MY INNER CHILD MUSEUM』には、リアレンジされた「側にいて ～MY INNER CHILD Ver.～」が収録されている（CDのみで配信では未収録）。

## 収録曲
全作詞作曲：阿部真央（M3-5のみ、作詞作曲：忌野清志郎、仲井戸麗市）
| #  | タイトル | 作詞 | 作曲・編曲 | 編曲家                    |
| -- | --- | ---- | ---------- | ------------------------- |
| 1. | 「側にいて」 |      |            | 笹路正徳                  |
| 2. | 「YURALI forever」 |      |            | ユニのゾンの無しのぞん'ず |
| 3. | 「Songs from 「阿部真央らいぶ夏の陣 in 東京」 @ 日比谷野外大音楽堂 (2011.08.14) 1. 痛み 2. 19歳の唄 3. Don't leave me 4. for ロンリー 5. 雨上がりの夜空に 6. 走れ 7. 光」 |      |            |                           |